# Stalbe
Stalbe (ryska: Сталбе) är en kommunhuvudort i Lettland.   Den ligger i kommunen Pārgaujas novads, i den centrala delen av landet, 70 km nordost om huvudstaden Riga. Stalbe ligger 66 meter över havet och antalet invånare är 456.
Terrängen runt Stalbe är platt. Runt Stalbe är det glesbefolkat, med 9 invånare per kvadratkilometer. Närmaste större samhälle är Cēsis, 16,0 km öster om Stalbe. Omgivningarna runt Stalbe är en mosaik av jordbruksmark och naturlig växtlighet.